# Les Désastreuses Aventures des orphelins Baudelaire (jeu vidéo)
Pour les articles homonymes, voir Les Désastreuses Aventures des orphelins Baudelaire (homonymie).
Les Désastreuses Aventures des orphelins Baudelaire (Lemony Snicket's A Series of Unfortunate Events) est un jeu vidéo de plates-formes développé par Adrenium Games et édité par Activision, sorti en 2004 sur Windows, GameCube, PlayStation 2, Xbox, Game Boy Advance et J2ME.
Il est basé sur le film du même nom lui-même basée sur la série de romans de Lemony Snicket.

## Accueil
- Jeuxvideo.com : 15/20[1] - 13/20 (GBA)[2] - 10/20 (PC)[3]